# Obermühle (Titting)
Die Obermühle ist ein Ortsteil des Marktes Titting im oberbayerischen Landkreis Eichstätt in Bayern.

## Geografische Lage
Die Mühle, eine Einöde liegt in der südlichen Frankenalb nördlich von Titting an der Anlauter und an der nach Thalmässing führenden Staatsstraße 2225.

## Geschichte
1544 erwarb der Eichstätter Bischof Moritz von Hutten Titting und damit auch die Obermühle vom Pfalzgrafentum Pfalz-Neuburg für sein Hochstift. Mit Titting unterstand die Mühle fortan dem fürstbischöflich-eichstättischen Pfleger bzw. Vogt im Schloss zu Titting, der alle obrigkeitlichen Rechte ausübte. Im ersten Salbuch dieses neuen Vogtamtes von 1548 ist die Obermühle als eine von vier Anlauter-Mühlen erwähnt; auf ihr saß als bischöflicher Untertan der Obermüller Wolf. 1683 ist von einem Obermüller Hans die Rede. 1756 hieß der Obermüller Georg Sammüller.
Nach der Säkularisation des Hochstifts Eichstätt infolge des Reichsdeputationshauptschlusses kam die Obermühle als Teil der Gemeinde Titting 1802 zunächst an Bayern, 1803 an das Großherzogtum Toscana des Kaiserbruders Ferdinand und 1806 endgültig an das neue Königreich Bayern. Dem 1808 gebildeten Steuerdistrikt Titting gehörte wiederum die Obermühle an. Ab 1808 besaß Joseph Bösel die Mühle, ab Anfang des 20. Jahrhunderts die Familie Alberter. Von 1832 bis 1930 hatte sich der zur Obermühle gehörende Grund von 46,69 Tagwerke auf 66,48 Tagwerke vergrößert.

## Einwohnerzahlen
- 1823: 15 Einwohner, Einöde mit 1 Anwesen[5]
- 1950: 8 Einwohner, Einöde mit 1 Anwesen[5]
- 1961: 5 Einwohner, 1 Wohngebäude[8]

Bei der Volkszählung 1987 war der Ort unbewohnt.